# Joseph Stiglitz
Joseph Eugene Stiglitz (Gary, Indiana; 9 de febrero de 1943) es un economista y profesor estadounidense.
Recibió la Medalla John Bates Clark (1979) y fue laureado con el Premio del Banco de Suecia en Ciencias Económicas en memoria de Alfred Nobel (2001). Es conocido por su visión crítica de la globalización, de los economistas de libre mercado (a quienes llama "fundamentalistas de libre mercado") y de algunas de las instituciones internacionales de crédito, como el Fondo Monetario Internacional y el Banco Mundial. En el 2000, fundó la Iniciativa para el diálogo político, un centro de estudios (think tank)(hizo 300 libros) de desarrollo internacional con base en la Universidad de Columbia (Estados Unidos), y desde el 2005 dirige el Instituto Brooks para la Pobreza Mundial, de la Universidad de Mánchester. Considerado generalmente un economista de la Nueva economía keynesiana, fue durante el 2008 el economista más citado en el mundo. En el 2012, ingresó como académico correspondiente en la Real Academia de Ciencias Económicas y Financieras de España.

## Biografía
Stiglitz nació en  Indiana, en una familia judía. De 1960 a 1963, estudió en el Amherst College, donde fue miembro activo del equipo de debate estudiantil y llegó a presidir la organización de representación estudiantil. En el cuarto año de pregrado se trasladó al Instituto Tecnológico de Massachusetts (MIT) donde realizaría sus trabajos de postgrado. De 1965 a 1966 estudio en la Universidad de Chicago donde llevó a cabo investigaciones bajo la dirección de  Hirofumi Uzawa. De 1966 a 1967 estudió para su PhD en el MIT; durante esta época fue asistente de docencia en el MIT. El modelo de estudio y la visión de la economía en el MIT -modelos simples y concretos, dirigidos a responder cuestiones importantes y relevantes- encajaba perfectamente con la personalidad de Stiglitz. De 1969 a 1970, fue investigador Fulbright en la Universidad de Cambridge. En años siguientes impartió clases en la Universidad de Yale, Universidad de Duke, Universidad de Stanford, Universidad de Oxford y Universidad de Princeton. Stiglitz es actualmente Profesor en la Universidad de Columbia.
Además de sus influyentes y numerosas contribuciones a la microeconomía, Stiglitz participó en numerosos puestos de carácter político. Desempeñó labores en la presidencia de Bill Clinton como presidente del Consejo de Consejeros Económicos (1995-1997). En el Banco Mundial, donde estuvo como primer vicepresidente y economista jefe (1997 - 2000), hasta que el Secretario del Tesoro de los EE. UU. (Lawrence Summers) lo forzara a renunciar, en un momento en que habían comenzado protestas sin precedentes contra las organizaciones económicas internacionales, siendo la más prominente la realizada en Seattle con motivo de la cumbre de la OMC en 1999. Asimismo, ha sido uno de los autores principales en el Grupo intergubernamental de expertos sobre el cambio climático (IPCC). Es miembro de la Pontificia Academia de Ciencias Sociales.
Fue laureado con el Premio del Banco de Suecia en Ciencias Económicas en memoria de Alfred Nobel en el año 2001, por sus análisis de mercados e información asimétrica.
Ha participado en el "I Foro 15M", celebrado en Madrid el 25 de julio de 2011, mostrando así su apoyo al movimiento que reivindica cambios democráticos en España.

## Contribuciones a la economía

### Asimetría de la información
La investigación más famosa de Stiglitz es sobre el screening, una técnica usada por un agente económico para extraer la información privada de otro. Esta importante contribución a la teoría de la información asimétrica le valió compartir el Premio del Banco de Suecia en Ciencias Económicas en memoria de Alfred Nobel en 2001 con George A. Akerlof y Michael Spence.
La literatura económica neoclásica tradicional asume que los mercados son siempre eficientes excepto por algunos fallos limitados y bien definidos. Los recientes estudios de Stiglitz y otros revocan esa presunción: es solo bajo circunstancias excepcionales que los mercados son eficientes. Stiglitz (y Greenwald) muestra que "cuando los mercados están incompletos y/o la información es imperfecta (lo que ocurre prácticamente en todas las economías), incluso en un mercado competitivo, el reparto no es necesariamente Pareto eficiente. En otras palabras, casi siempre existen esquemas de intervención gubernamental que pueden inducir resultados Pareto superiores, beneficiando a todos.
Aunque estas conclusiones y la generalización de la existencia de fallos de mercado no garantiza que la intervención del Estado en cualquier economía sea necesariamente eficiente, deja claro que el rango "óptimo" de intervenciones gubernamentales recomendables es definitivamente mucho mayor que lo que la escuela tradicional reconoce Para Stiglitz, no existe la denominada "mano invisible".
Cuando hay "externalidades" -donde las acciones de un individuo tienen impactos en otros, por las cuales no pagan o no son compensados-, los mercados no funcionarán bien. Pero la investigación reciente ha mostrado que estas externalidades son penetrantes, cada vez que hay información imperfecta o riesgo de mercados imperfecto - esto ocurre siempre.
El verdadero debate hoy en día gira en torno a encontrar el balance correcto entre el mercado y el gobierno. Ambos son necesarios. Cada uno puede complementar al otro. Este balance será diferente dependiendo de la época y el lugar.
En una entrevista, Stiglitz explicó:
"Las teorías que desarrollamos explican por qué los mercados sin trabas, a menudo, no sólo no alcanzan la justicia social, sino que ni siquiera producen resultados eficientes. Por determinados intereses aún no ha habido un desafío intelectual a la refutación de la mano invisible de Adam Smith: la mano invisible no guía ni a los individuos ni a las empresas -que buscan su propio interés- hacia la eficiencia económica."

### Salarios de eficiencia: el modelo Shapiro-Stiglitz
Stiglitz también ha investigado los llamados salarios de eficiencia y ha colaborado en la creación de lo que se conoce como el modelo Shapiro-Stiglitz, que explica la existencia del desempleo, y por qué los salarios no son arrastrados siempre a la baja por los parados que buscan empleo (y en la ausencia de salarios mínimos) lo que provocaría que todo aquel que quiera un empleo pudiera encontrar uno, cuestionando así el paradigma neoclásico que no explica el desempleo involuntario. La respuesta a este rompecabezas fue propuesta por Carl Shapiro y Stiglitz, en 1984: El desempleo es motivado por la estructura informativa del empleo. Dos observaciones básicas sostienen su análisis:
- A diferencia de otras formas de capital, las personas pueden escoger su propio nivel de esfuerzo.
- Es costoso para las empresas determinar cuánto esfuerzo están realizando sus trabajadores.
- Los salarios no disminuyen lo suficiente durante las recesiones como para evitar que aumente el desempleo. Si la demanda por trabajadores cae, esto aminora los salarios. Pero debido a que los salarios han caído, la probabilidad de que los trabajadores no ejerzan su mayor esfuerzo se incrementa. Si los niveles de empleo deben mantenerse por medio de una rebaja suficiente de los salarios, los trabajadores serán menos productivos que antes. Como consecuencia, en el modelo, los salarios no caen los suficiente como para mantener los niveles de empleo de la situación previa, debido a que las empresas quieren evitar que los trabajadores eludan excesivamente sus responsabilidades. Luego el desempleo debe aumentar durante las recesiones debido a que los salarios se mantienen 'muy altos'.
- Corolario: Aletargamiento de salarios. Se requerirá que cada empresa re-optimice repetidamente los salarios en respuesta a la tasa cambiante de desempleo. Las empresas no pueden reducir salarios hasta que el desempleo aumente de manera suficiente (un problema de coordinación).

El resultado nunca es Pareto eficiente.
- Cada empresa emplea muy pocos trabajadores debido a que se enfrenta a unos costes particulares mayores que el coste social, el cual es igual en todos los casos.
- También existen externalidades negativas. Cada empresa incrementa el valor activo del desempleo para todas las otras firmas al dar empleo a alguien. Pero el primer problema domina claramente desde que la 'tasa natural de desempleo' es siempre muy alta.

### Algunas posibles implicaciones prácticas de los teoremas de Stiglitz
Si bien no puede cuestionarse la validez matemática de los teoremas de Stiglitz et al., sus implicaciones prácticas en economía política y su aplicación en políticas económicas reales han estado sujetas a grandes debates y desacuerdos. El mismo Stiglitz parece estar continuamente adaptando su propio discurso político-económico, como se puede apreciar en la evolución de sus posturas inicialmente declaradas en Whither Socialism? (1994) a sus nuevas posiciones presentadas en sus posteriores publicaciones.
Una vez que es introducida la información incompleta e imperfecta, los defensores del sistema de mercado de la escuela de Chicago no pueden mantener afirmaciones descriptivas de la eficiencia de Pareto del mundo real. Por ello, el uso de Stiglitz de presupuestos de equilibrio con expectativas racionales para alcanzar una comprensión del capitalismo más realista que la usual entre los teóricos de las expectativas racionales lleva, paradójicamente, a la conclusión de que el capitalismo se desvía del modelo de una manera que justifica una intervención estatal como remedio.
Las ideas de Stiglitz defienden la necesidad de una economía aún más intervencionista que la que Samuelson proponía. Samuelson trataba los fallos del mercado como una excepción a la regla general de mercados eficientes. Pero el teorema de Greenwald-Stiglitz postula los fallos del mercado como la norma, estableciendo que el gobierno podría potencialmente casi siempre mejorar el reparto de los recursos del mercado. Y el teorema de Sappington-Stiglitz establece que un gobierno ideal podría actuar mejor al dirigir una empresa por sí mismo que a través de la privatización (Stiglitz 1994, 179).
Las objeciones para una adopción amplia de estas posiciones sugieren que los descubrimientos de Stiglitz no provienen de la economía en sí, sino más bien de la ciencia política; y, por tanto, se encuentran en el campo de la sociología. Como lo cuestiona David L. Prychitko en su "crítica" al Whither Socialism?, aunque la percepción económica principal de Stiglitz parece generalmente correcta, todavía deja abierta la discusión sobre las cuestiones constitucionales, tales como de qué manera las instituciones del Estado deberían constreñir y cuál es la relación entre el Estado y la sociedad civil.

### Crítica de los instrumentos de medida de la economía
Stiglitz se enmarca también entre aquellos economistas que critican la hegemonía del PIB entre los indicadores económicos:

…sólo compensa a los gobiernos que aumentan la producción material. […]. No mide adecuadamente los cambios que afectan al bienestar, ni permite comparar correctamente el bienestar de diferentes países'[…] no tiene en cuenta la degradación del medio ambiente ni la desaparición de los recursos naturales a la hora de cuantificar el crecimiento. […] esto es particularmente cierto en Estados Unidos, donde el PIB ha aumentado más, pero en realidad gran número de personas no tienen la impresión de vivir mejor porque sufren una caída de sus ingresos.

Para más información véase la sección Limitaciones del uso del PIB.

## Posición sobre el libre comercio
En la década de 1990, escribió que "los países ricos de América del Norte y Europa deberían eliminar todos los aranceles y cuotas sobre los productos de los países en desarrollo".

### Asesoramiento a los países de la zona del euro
Aconseja a los países europeos que controlen su balanza comercial con Alemania mediante certificados de importación/exportación (medida proteccionista).
Al recordar la teoría keynesiana, explica que los déficits comerciales son perjudiciales: John Maynard Keynes señaló que los países con superávit ejercen una "externalidad negativa" sobre sus socios comerciales y conducen a una débil demanda agregada mundial. Stiglitz escribe: "El superávit de Alemania significa que el resto de Europa está en déficit. Y el hecho de que estos países importen más de lo que exportan contribuye a la debilidad de sus economías." Por ejemplo, cree que los países excedentarios se están enriqueciendo a expensas de los países deficitarios y no cree en el principio de la ventaja comparativa (la base del libre comercio), que establece que el déficit comercial no es importante porque el comercio es mutuamente beneficioso.
Además, cuestiona el euro, ya que considera que ha causado este déficit: "El sistema euro significa que el tipo de cambio alemán no puede aumentar en relación con otros miembros de la eurozona. Si el tipo de cambio aumentara, Alemania tendría más dificultades para exportar, y su modelo económico, basado en fuertes exportaciones, se enfrentaría a un desafío. Al mismo tiempo, el resto de Europa exportaría más, el PIB aumentaría y el desempleo disminuiría."

### Asesoramiento en los Estados Unidos
Denuncia los intentos de los Estados Unidos de proteger o recrear empleos manufactureros bien remunerados mediante medidas proteccionistas. Aconsejó a los Estados Unidos que persiguieran la globalización o el libre comercio (basado en la teoría de la ventaja comparativa) y que no combatieran la desindustrialización a través de los aranceles. Escribe que "la historia no se puede revertir" y "el proteccionismo no ayudará a la economía en su conjunto". Los puestos de trabajo se destruirán más rápido de lo que se crean: puede que incluso haya menos puestos de trabajo netos en la industria manufacturera ".
Escribe que la clase media de los Estados Unidos es en efecto el perdedor de la globalización y China el ganador. Considera que la demanda interna de China es suficiente para tener un fuerte crecimiento y que el comercio exterior ya no es necesario. Pero defiende los excedentes comerciales de China en relación con Estados Unidos y cree que China "responderá con fuerza e inteligencia", y golpeará a Estados Unidos, "donde le duele económica y políticamente" si trata de proteger su industria.

## Obra
Además de sus publicaciones técnicas de economía, Stiglitz es el autor de Whither Socialism, un libro no técnico que proporciona una introducción a las teorías que explican el fracaso de las economías socialistas en Europa del Este y al rol de la información imperfecta en los mercados. En 2002, escribió El malestar en la globalización, donde afirma que el Fondo Monetario Internacional se pone al interés de su accionista más grande, los Estados Unidos, sobre el de las naciones más pobres para las cuales fue diseñado servir. Stiglitz ofrece algunas razones por las cuales la globalización ha engendrado la hostilidad de manifestantes, tales como las ocurridas en Seattle y Génova.
En el año 2006 publicó ¿Cómo hacer que funcione la globalización?, una crítica del actual orden económico mundial con diversas propuestas para tratar de reencauzar la globalización.
Joseph E. Stiglitz ha sido reconocido en los cinco continentes por su prestigiosa trayectoria y es uno de los economistas más leídos del mundo.

## Publicaciones
Libros
- 2015 " The Great Divide ": unequal societies and what we can do about them.

- La gran brecha: Qué hacer con las sociedades desiguales, Altea Taurus, 2015 ISBN  9788430617739

- 2012 The Price of Inequality: How Today's Divided Society Endangers Our Future, W. W. Norton & Co.

- El precio de la desigualdad, Taurus, ISBN 978-84-30600694.

- 2010 Freefall: America, Free Markets, and the Sinking of the World Economy, WW Norton, January 2010

- Caída libre, Taurus.

- 2010 Mismeasuring Our Lives: Why GDP Doesn't Add Up, with Amartya Sen, Jean-Paul Fitoussi, J.E. Stiglitz, eds., The New Press, 2010.
- 2010 	The Stiglitz Report: Reforming the International Monetary and Financial Systems in the Wake of the Global Crisis, J.E. Stiglitz, The New Press
- 2010 Time for a Visible Hand: Lessons from the 2008 World Financial Crisis, con S. Griffith-Jones, J.A.Ocampo, J.E. Stiglitz, eds. Initiative for Policy Dialogue Series, Oxford: Oxford University Press
- January 2009 The Selected Works of Joseph E. Stiglitz, Volume One: Information and Economic Analysis, Oxford University Press
- 2008, The Three Trillion Dollar War ISBN 978-0-393-06701-9; × Joseph Stiglitz, Linda Bilmes, W. W. Norton
- 2006, Making Globalization Work ISBN 0-393-06122-1, Penguin Books, August 2006.

- Cómo hacer que funcione la globalización, Altea Taurus Alfaguara, 2006 ISBN 84-306-0615-7

- 2006, Stability with Growth: Macroeconomics, Liberalization, and Development ISBN 0-19-928814-3 (Initiative for Policy Dialogue Series C); by Joseph E. Stiglitz, José Antonio Ocampo, Shari Spiegel, Ricardo Ffrench-Davis, and Deepak Nayyar; Oxford University Press 2006
- 2005, The Development Round Of Trade Negotiations In The Aftermath Of Cancun × Joseph E. Stiglitz, Andrew Charlton (Paperback - 30 de enero de 2005)
- 2005, A Chance For The World Bank by Joseph P Stiglitz (Foreword), Jozef Ritzen, ISBN 1-84331-162-3, Anthem Press, Wimbledon Publishing Company (Paperback - 30 de mayo de 2005)
- 2005 Fair Trade for All: How Trade Can Promote Development (con Andrew Charlton),(Initiative for Policy Dialogue Series C) Oxford University Press, 2005 ISBN 0-19-929090-3, ISBN 978-0-19-929090-1 Texto incompleto en Google books
- 2003 Towards a New Paradigm in Monetary Economics, with Bruce Greenwald, Cambridge University Press. 2003, ISBN 0-521-00805-0, ISBN 978-0-521-00805-1 Texto incompleto en Google books
- 2003 The Roaring Nineties, W.W. Norton & Company, forthcoming in October 2003.
- 2002, Principles of Macroeconomics, 3ª ed. con Carl E. Walsh, W.W. Norton & Company, marzo de 2002
- 2002, Economics, Third Edition, with Carl E. Walsh, W.W. Norton & Company, abril de 2002
- 2002, Peasants Versus City-Dwellers: Taxation and the Burden of Economic Development, with Raaj K. Sah, Oxford University Press, abril de 2002
- 2002 Globalization and Its Discontents, W.W. Norton & Co. junio de 2002 [El malestar de la globalización].

- El malestar de la globalización, ISBN 84-7596-918-6, 84-663-1085-1, Taurus, ISBN 84-306-0478-2

- 2002 The Rebel Within: Joseph Stiglitz and the World Bank × Joseph E. Stiglitz (Editor), Ha-Joon Chang (Editor), ISBN 1-898855-91-9, Anthem Press, Wimbledon Publishing Company (Paperback - 25 de feb 2002)
- 2000 Frontiers of Development Economics: The Future in Perspective, editó Gerald M. Meier, World Bank, mayo de 2000.
- 1996 Whither Socialism? STIGLITZ, Joseph E. (Wicksell Lectures), MIT Press, enero de 1996
- 1986 'Economics of the Public Sector' by J.E.Stiglitz ISBN 0-393-96651-8, W.W.Norton, New York (reimpreso 1988, 2000)

- 'La economía del sector público, (trad. María Esther Rabasco, Luis Toharia), Antoni Bosch Editor, 1988, ISBN 84-85855-47-7 Texto incompleto en Google books 2003

- 1981 'Theory of Commodity Price Stabilization' × David M.G. Newbery and Joseph E. Stiglitz ISBN 0198284179 ISBN 978-0198284178, Oxford University Press [Hardcover: 512 pp.]
- 1969 Readings in the Modern Theory of Economic Growth × Joseph E. Stiglitz (Editor), Hirofumi Uzawa (Editor)  M.I.T. Press, 1969, ISBN 0-262-19055-9, ISBN 978-0-262-19055-8

Artículos, conferencias, presentaciones y videos
- 2007, The Economic Consequences of Mr. Bush, Vanity Fair, dic 2007 Issue
- 2007, Where is the World Going To, Mr. Stiglitz? dirigió Jacques Sarasin, First Run Features.
- 2001, New Ideas About Old Age Security: Toward Sustainable Pension Systems in the 21st Century, edited with Robert Holzmann, World Bank, enero de 2001
- 1998 Redefining the Role of the State - What should it do?  How should it do it? And how should these decisions be made? Paper presented at the Tenth Anniversary of MITI Research Institute, Tokyo, marzo de 1998
- 1996, The World Bank Research Observer: No 2: agosto de 1996 × Joseph Stiglitz
- 1993, “Post Walrasian and post Marxian economics,” J. of Economic Perspectives 7: 109-14
- 1993, “Market socialism and neoclassical economics,” in Bardhan, P. K. and Roemer, J. E. (eds.) Market Socialism. The Current Debate, New York: Oxford University Press
- 1989, “Principal and agent,” in J. Eatwell, M. Milgate and P. Newman (eds.), The New Palgrave. Allocation, Information and Markets. New York: W. W. Norton
- 1987, “The causes and consequences of the dependence of quality on prices,” J. of Economic Literature 25: 1-48
- 1981, Credit Rationing in Markets with Imperfect Information, The Am. Economic Review 71 (3) (junio de 1981): 393-410 × Joseph E. Stiglitz & Andrew Weiss
- 1974, Incentives and Risk Sharing in Sharecropping, The Review of Economic Studies 41 (2): 219-255
- World Bank Video presentation
- Online access to Stiglitz published papers, at his own website
- The Three Trillion Dollar War, a panel discussion with Joseph Stiglitz and Linda Bilmes regarding their new book, `The Three Trillion Dollar War: The True Cost of the Iraq Conflict 28 de feb 2008 Columbia University
- I Dissent: Uncommon Economic Wisdom.  A monthly column for Project Syndicate.